# Nineta principiae
Nineta principiae là một loài côn trùng trong họ Chrysopidae thuộc bộ Neuroptera. Loài này được Monserrat miêu tả năm 1981.